# 沃巴什縣 (印第安納州)
沃巴什縣（英語：Wabash County）是美國印地安納州東北部的一個縣，東鄰印地安納州。面積1,091平方公里。根据美國2000年人口普查，共有人口34,960人。縣治沃巴什（Wabash）。
成立於1835年3月1日。縣名來自沃巴什河（河名來自邁阿密人，意思是「純白的」，指的是河底的石灰岩）。